# 嘉華國際中心

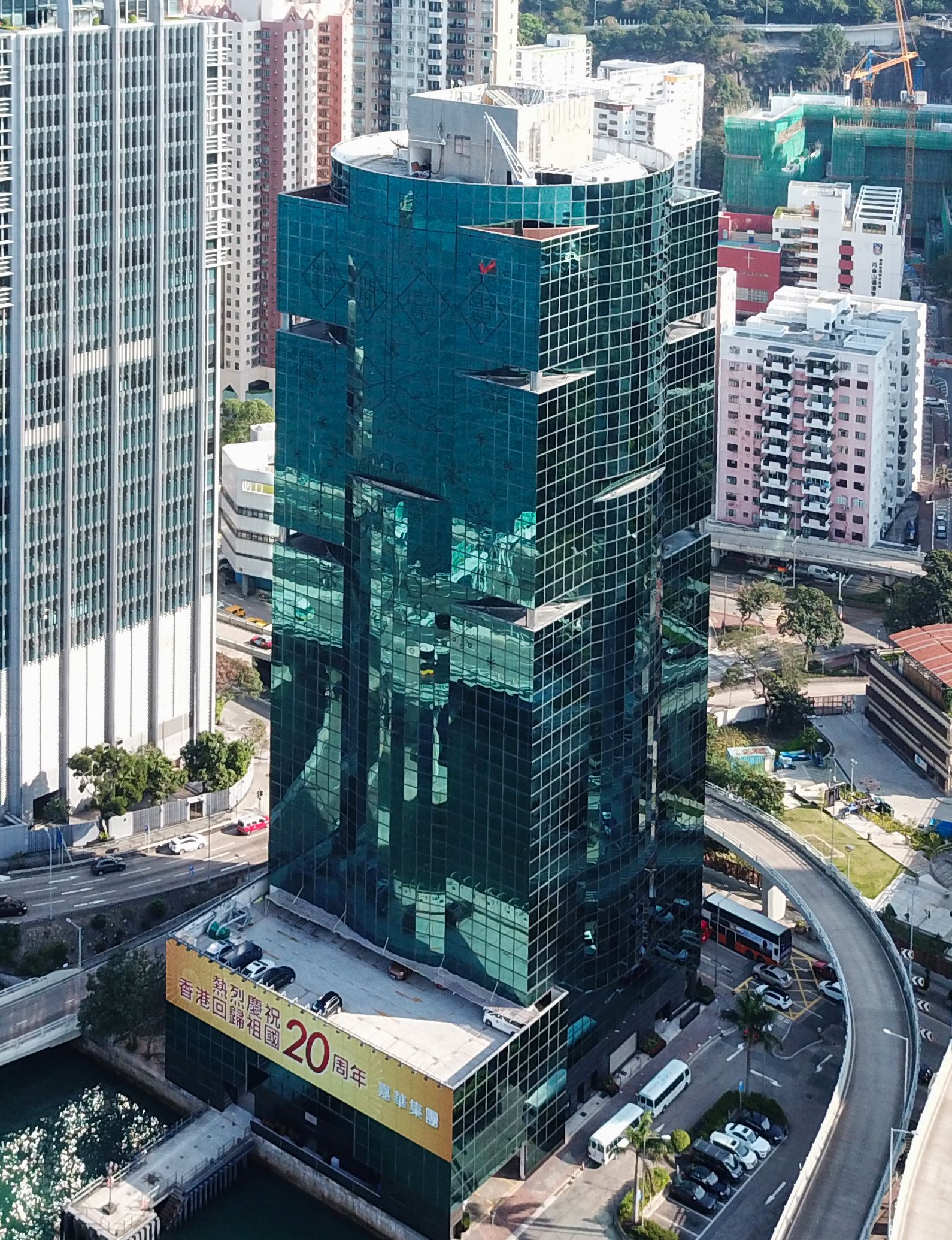
嘉華國際中心地下設有私人碼頭

嘉華國際中心（英語：K. Wah Centre）是香港的一座辦公樓，位處香港北角渣華道191號，樓高30層，於1991年落成，前身為渣華輪船公司。
大樓設有私人碼頭，是香港唯一設有私人碼頭的商業建築物，由關善明建築師設計，外牆採用綠色反光玻璃幕牆，以減低能源消耗。建築物以圓柱體與立方體的幾何圖形構成，外形及選色靈感來自一個新石器時代的玉琮。
大樓內是嘉華國際集團的總部及辦事處的所在地（29樓），亦包括消費者委員會的總部（22樓）、香港品質保證局（19樓）、夢特嬌遠東（Montagut，23A字樓2-5室）、四通控股及匯眾展覽服務等。

## 鄰近
- 廉政公署總部大樓
- 香港海關總部大樓
- 北角政府合署

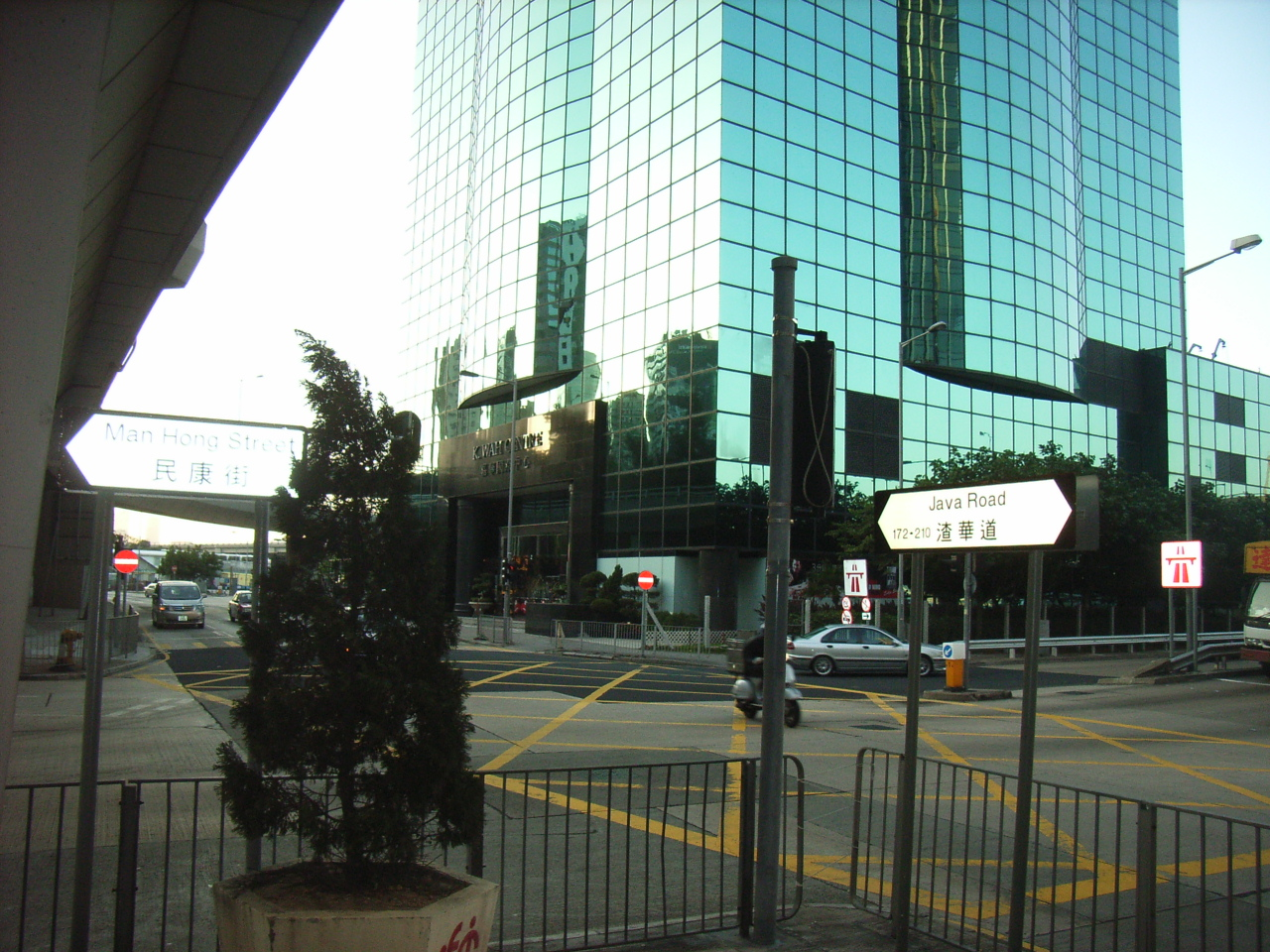
從民康街望嘉華國際中心
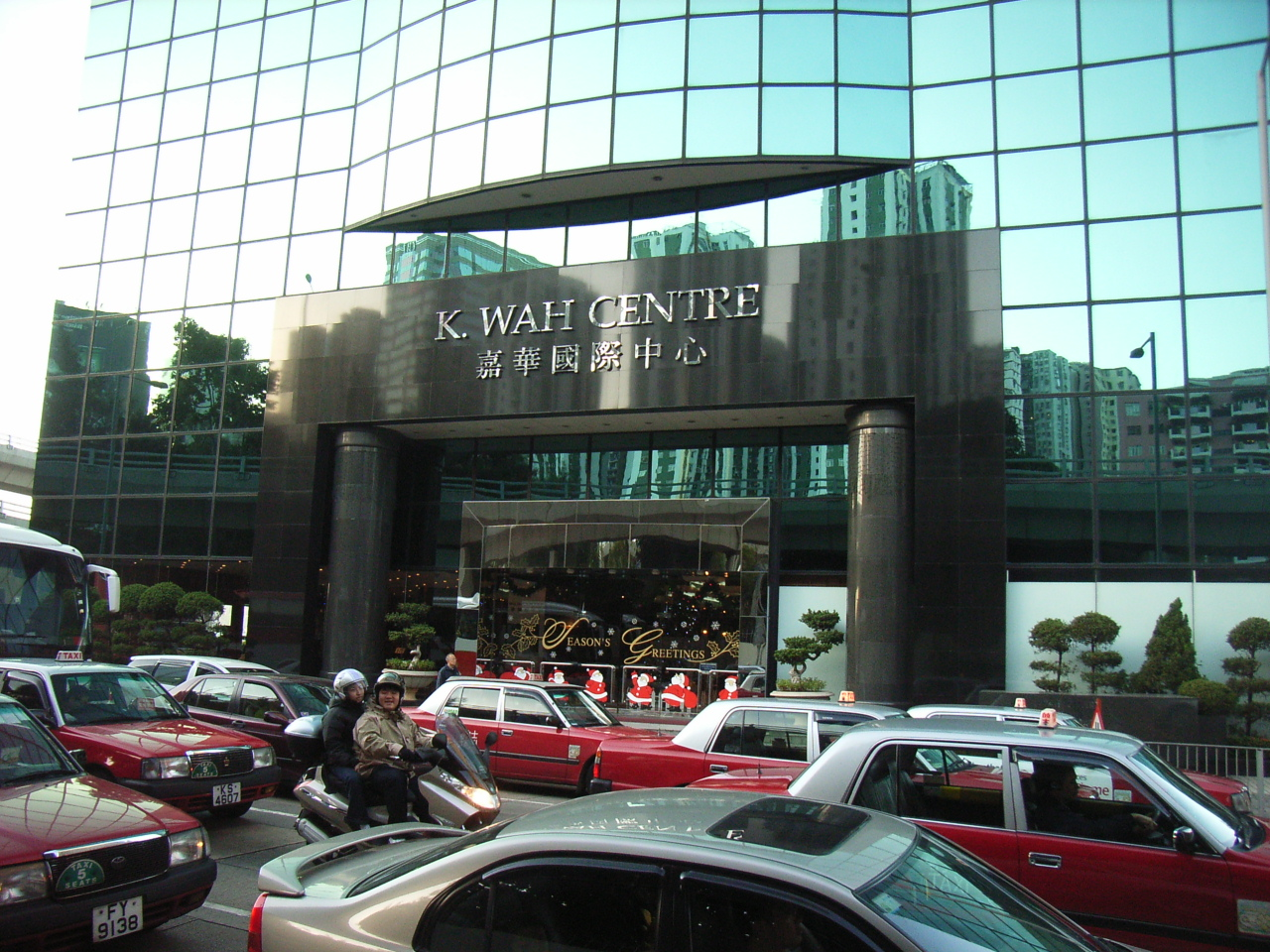
嘉華國際中心入口
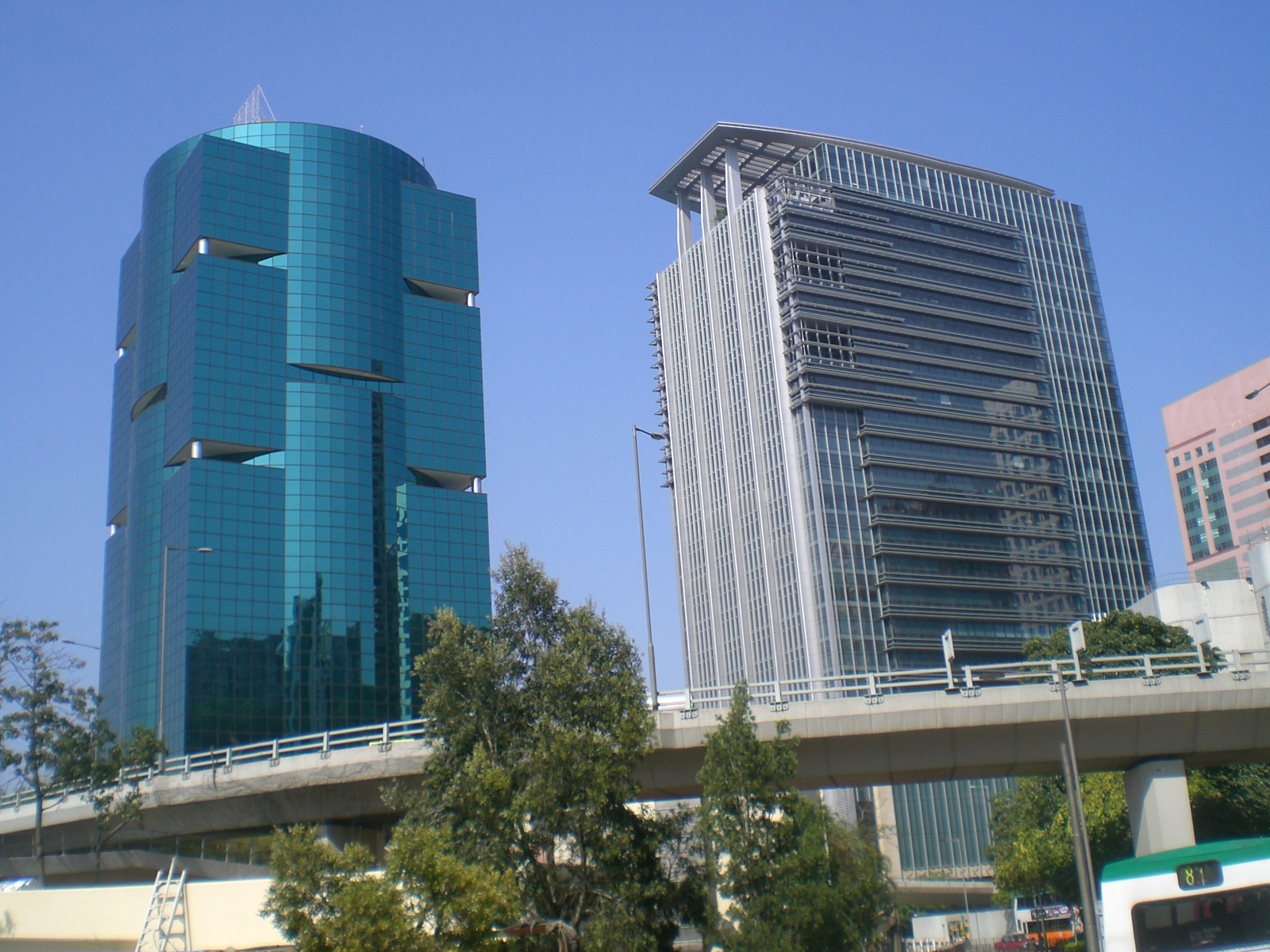
嘉華國際中心毗鄰廉政公署總部大樓